# Panicum flexile
Panicum flexile är en gräsart som först beskrevs av Augustin Gattinger, och fick sitt nu gällande namn av Frank Lamson Scribner. Panicum flexile ingår i släktet vipphirser, och familjen gräs. Inga underarter finns listade i Catalogue of Life.